# Емоционални поремећај
Емоционални поремећај је дијагностичка категорија која укључује различите видове емоционално неадекватног реаговања (емоционална тупост, безразложни страх, непримерена еуфорија и сл.), неспособност емоционалне самоконтроле (неконтролисане провале беса, плача, раздраганости и сл.) и хроничне патолошке промене у емоционалном понашању.